# Die weiße Göttin der Kannibalen
Die weiße Göttin der Kannibalen (Originaltitel: La montagna del dio cannibale) ist ein dem Exploitation-Genre nahestehender italienischer Kannibalenfilm der Dania Film und der Medusa Distribuzione von Filmregisseur Sergio Martino aus dem Jahr 1978.

## Handlung
Die wohlhabende Susan Stevenson zieht gemeinsam mit ihrem Bruder Arthur und einer kleinen Rettungsexpedition unter der Leitung des landeskundigen Dr. Edward Foster in den unerforschten Dschungel Neuguineas, um dort scheinbar nach ihrem verschollenen Ehemann Henry, einem renommierten Ethnologen, zu suchen. Foster vermutet den Vermissten in der Gegend um den heiligen Berg Ra Ra Me auf der Insel Roka unweit des Festlandes – allerdings ist diese Region für Fremde ohne Genehmigung gesperrt. Der Berg soll zudem verflucht sein. Mit einem Helikopter umgehen die Expeditionsteilnehmer, darunter auch ein paar einheimische Träger, heimlich diese Blockade und landen in der Nähe des Bestimmungsortes. Die restliche Strecke bewältigen sie zu Fuß durch den dichten Urwald.
Auf dem Eiland angelangt, begegnen die Reisenden dem feindlich gesinnten Kannibalenstamm der Puca, der als ausgestorben galt und der die einheimischen Träger der Reihe nach tötet. Bald zeigt sich, dass die Abenteurer rein private Interessen verfolgen, auch wenn sie vorgeben den vermissten Henry zu suchen. Susan und Arthur hoffen reiche Uranvorkommen zu entdecken, während Foster von Rachegelüsten gegenüber den primitiven Puca getrieben wird, die ihn einst misshandelten. Dem dezimierten Trupp schließt sich nach einem weiteren Überfall der tugendhafte Arzt Manolo an, der nach dem Tod Fosters schließlich die Führung übernimmt und das verbliebene Geschwisterpaar zu dem Berg Ra Ra Me führt. Als die Geschwister auf reiche Uranvorkommen stoßen, erkennt Manolo, dass die Geschwister lediglich an einer wirtschaftlichen Ausbeutung der Landschaft Interesse bekunden. Urplötzlich fällt das Trio jedoch in die Hände des ausgehungerten Kannibalen-Bergvolkes der Puca. Arthur wird noch an Ort und Stelle getötet, während Susan und Manolo in Gefangenschaft geraten.
Im Lager der primitiven Ureinwohner wird Henrys mumifizierter Leichnam aufgrund eines akustischen Signals des Geigerzählers – die Puca glauben sein Herz würde noch schlagen – gottähnlich verehrt. Susan nimmt als Henrys Frau – zuvor wurde ein gemeinsames Foto entdeckt – bei den Primitiven eine ähnliche Position ein, eben jene als titelgebende weiße Göttin der Kannibalen, bis der geläuterten Susan gemeinsam mit Manolo am Ende des Films die Flucht gelingt.

## Kritiken
Das Lexikon des internationalen Films schrieb, der Film sei ein „inhaltlich und formal gleich schwacher Film mit einer Häufung grausamer Szenen.“